# VII. Lajos francia király
VII. (Ifjú) Lajos (1120 vagy 1121 – Melun, 1180. szeptember 18.) a középkori Franciaország királya (uralkodott 1137. augusztus 1-jétől haláláig), VI. (Kövér) Lajos és Savoyai Adél gyermeke és II. Fülöp Ágost édesapja volt. Leginkább Aquitania házassággal megszerzéséről és válással elvesztéséről, valamint a kudarcos második keresztes hadjáratban vállalt szerepéről ismert.

## Útja a trónig
Az atyjától megkülönböztetés érdekében Ifjúnak nevezett, eredetileg egyházi pályára szánt, szerzetes sorsról ábrándozó, aszketikus életvitelű Lajos 1131. október 13-án lett trónörökös, amikor bátyja, az 1116-ban született és 1129-ben megkoronázott Fülöp lovasbalesetben elhunyt. Október 25-én Reims városában maga II. Ince pápa illesztette fejére a koronát, majd királyi apja halála után 1137. december 25-én Bourges városában újra felkenték.
Édesapja, aki keményen küzdött az Angol Királyságot és Normandiát egyaránt birtokló riválisai ellen, egyik utolsó tetteként elérte, hogy fia 1137. július 25-én, Bordeaux-ban feleségül vehesse X. Vilmos aquitániai herceg és (VIII. Vilmos néven) poitiers-i gróf örökösét, Eleonórát. Ezzel megháromszorozhatta a közvetlen királyi birtokokat, a domaine royalt, mivel a tizenöt éves királyné Guyenne, Gascogne, Poitou, Limousin, Angoumois, Saintonge és Périgord, azaz mintegy 19 mai délnyugati francia megyével egybeeső terület birtokosa volt.

## A champagne-i konfliktus
A tizenhét évesen ténylegesen trónra kerülő Ifjú Lajos atyja tehetséges tanácsadóival (köztük Suger apáttal) vette körül magát, így jobbára nyugalmas uralma alatt Franciaország prosperált és fejlődött. Komolyabb belső konfliktus 1141-ben alakult csak ki Blois, Chartres, Meaux, Châteaudun, Troyes és Champagne grófjával, Nagy Thibaut-val és az őt támogató II. Ince pápával a bourges-i érsekség kinevezése miatt. Lajos hadai a berryi kisnemesek támogatásával elűzték az egyházfő jelöltjét, Pierre de La Châtre-t és felégették Saint-Satur apátságát. Az érsek Champagne-ban talált menedéket, a pápa pedig kiközösítette Lajost, és interdictumot mondott ki Franciaországra. A konfliktusnak családi okai is voltak: a király ugyanis hozzájárult, hogy I. (Vitéz) Raoul, Vermandois grófja, a királyság sénéchalja elváljon Thibaut gróf unokahúgától, csak hogy feleségül vehesse Elenonóra királyné húgát, Aquitániai Petronillát.
A király 1142-ben indult meg Thibaut gróf birtokai ellen, és 1143-ban hívei felgyújtották Vitry-en-Perthois templomát. A mélyen vallásos Lajost a tudósítások szerint megrázta az egyházban menedéket kereső mintegy 1500 falusi szörnyű halála, ezért még ebben az évben kibékült a gróffal, és elfogadta az érsek kinevezését. A helyzetet véglegesen 1144-ben rendezté, amikor a reimsi zsinaton II. Celesztin pápa feloldotta a tilalmat. 
Ugyanebben az évben Imád ad-Dín, a zangida moszuli emír elfoglalta az Edesszai Grófság fővárosát a Közel-Keleten.

## A második keresztes hadjárat
1145. december 1-jén III. Jenő pápa bullát intézett Lajoshoz, melyben felszólította a keresztes hadjárat vezetésére. A király azonban már korábban értesült a keleten történtekről, és karácsonyra összehívatta nagyhűbéreseit, ám többségük nem lelkesedett az ötletért, így az uralkodó 1146 húsvétjáig elhalasztotta a döntést – közben biztosította a pápát jószándékáról.
1146. március 31-én Vézelay-ban rengetegen gyűltek össze, mivel Lajos bölcsen a híres és népszerű Clairvaux-i Szent Bernátot, az óriási befolyással bíró ciszterci apátot kérte fel, hogy prédikáljon az egybegyűlteknek. A lelkesítő szónoklatairól ismert szerzetes örömmel vállalta a feladatot, és a híradások szerint olyan tüzes szavakkal buzdította óriásira duzzadt hallgatóságát, hogy nem maradt elég anyag, amiből keresztet varrhattak volna a ruháikra. Bernát a sikeren felbuzdulva prédikálókörutat tett Burgundia, Lotaringia és Flandria vidékén, illetve a kölni érsek hívására a Rajna-vidékre is ellátogatott, ahol lehűtötte a zsidók ellen felkorbácsolt kedélyeket, és újabb tömegeket mozgósított a kereszténység védelmére, beleértve magát a királyt, III. Konrádot is.
Jenő pápa 1147 elején Franciaországba indult, tárgyalt Lajossal és a régensként hátrahagyandó Suger-vel. A francia király június 8-án indult útnak feleségével Saint-Denis-ből. Metzben csatlakozott seregeihez, Wormsnál átkelt a Rajnán, és mintegy egy hónappal a németek után megindult Konstantinápoly felé, Regensburgban ígéretet téve a bizánci követségnek a baráti fellépésre. Magyarországon baj nélkül, 15 nap alatt jutott át a had, mely Barancsnál kelt át a Dunán. Október 4-én értek Konstantinápoly alá.
A német-római hadsereg ekkor már Anatóliában járt, de a benne dúló ellenségeskedés miatt a lotaringiai franciák inkább átvonultak Lajos zászlai alá. Ráadásul a birodalmi haderő túlkapásaival a bizánciakat is elidegenítette a keresztesektől, aminek köszönhetően kölcsönösen bizalmatlan légkör fogadta Lajos hadait. Mi több, mivel Mánuel császár korábban kiegyezett a szeldzsukokkal, félve egy szicíliai normannok elleni háborútól, többen árulónak tartották őt, és felmerült, hogy inkább Bizánc ellen kellene fordulni. Lajos azonban elégedett volt a fogadtatással, és jobbnak látta jó viszonyt ápolni Mánuellel, mivel értesült róla, hogy Dorülaionnál a német haderő megsemmisítő vereséget szenvedett.
Novemberben a francia csapatok Nikaia városába értek, ahol a birodalmi hadak maradékai csatlakoztak hozzájuk, és együtt vonultak tovább. A keresztes sereg folyamatos török zaklatást és szörnyű nélkülözéseket állt ki, így fegyelme is megbomlott, mire 1148 februárjában a tengerparti Attalia városába ért. A király úgy döntött, hogy hajón folytatja útját, ám az egész sereget nem állt módjában elszállítani, így csak kíséretét és a haderő krémjét, a lovagságot vitette el. Az Attaliában hagyott hadak Bourbon és Flandria grófjának vezetésével azonnal török támadásoknak voltak kitéve, így a két előkelőség egy idő után inkább maga is hajóra szállt, magára hagyva a francia és német hadsereg maradékait, amelyek szörnyű veszteségeket szenvedve szárazföldön vonultak a Szentföldre.
Lajos március 19-én érkezett Szent Simeon kikötőjébe, és Rajmund antiókhiai herceg udvarában vendégeskedett. A herceg, Eleonóra nagybátyja egy Núr ad-Dín elleni támadást sürgetett, azonban Aleppó falai alatt Lajos habozni kezdett. Míg felesége támogatta Rajmund tervét, Lajos inkább a jeruzsálemi pátriárka hívására hajlott – főleg, hogy rebesgetni kezdték: Rajmund és Eleonóra kapcsolata több, mint a puszta rokoni szeretet.
Jeruzsálembe érkezve az előkelő társaság úgy döntött, hogy teljes erejével Damaszkusz ellen vonul. Ez felettébb rossz döntésnek bizonyult, noha kétségkívül elválasztotta volna az egyiptomi és szíriai muszlimokat. Csakhogy a nagy és gazdag város urai, a Búridák igen jó viszonyt ápoltak a keresztesekkel, és lényegében közös érdekük volt Núr ad-Dín és a Zangidák megállítása északon – az idegenből érkezett keresztesek ezt nem láthatták át, de a helyieken is felülkerekedett a termékeny damaszkuszi vidék meghódításának vágya. Július 24-én kezdődött az ostrom, mely július 28-án a keresztesek minden addiginál nagyobb hadseregének csúfos visszavonulásával ért véget – a Búrida emír ugyanis inkább Núr ad-Dínhez fordult, és folyamatos segítséget kapott Aleppóból. Konráddal ellentétben Lajos még sokáig Palesztinában vesztegelt a keresztények legyőzhetetlenségének mítoszát leromboló, szégyenteljes megfutamodást követően.
Csak 1149 nyarán tért haza, immár a Szicíliai Királyság szövetségeseként, és az árulónak tartott Bizánc meggyőződéses ellenségeként. Csak erősítette az ellenséges hozzáállást, hogy útban hazafelé a bizánci flotta elfoglalta a királyi kíséret egyik hajóját, melynek utasait és a rajta szállított értékeket csak hosszú idő után engedték haza. Calabriában partra szállva II. Roger szicíliai király fogadta Lajost Potenza városában, és a balkáni ambíciókat dédelgető normann uralkodó javaslatára a francia uralkodó nyomban beleegyezett, hogy új keresztes hadjáratot indítsanak, melynek célja Konstantinápoly volt. A terv azonban a Roger-val ellenséges, Mánuellel ellenben igen jó viszonyt ápoló Konrád király ellenállásán megbukott, Lajos pedig bosszúállás nélkül volt kénytelen hazatérni.
A II. keresztes hadjárat minden tekintetben negatív mérleggel zárult. A Közel-Keleten nemhogy megtört volna az egyre fenyegetőbb aleppói fölény, hanem még Damaszkusz is Núr ad-Dín érdekszférájába került. Ráadásul a hiábavaló vállalkozás komoly áldozatokat követelt mind anyagiak, mind emberéletek tekintetében. Mi több, a király távollétében a korábban nagy nehezen kiharcolt felügyelet a nagyhűbéresek felett jelentősen meggyengült – a monarchia szerencséjére a régens Suger, aki leveleiben folyamatosan kérte a királyt, hogy mielőbb térjen haza, nagyjában-egészében fenn tudta tartani az ország rendjét. A legkomolyabb fenyegetést Lajos fivére, I. Róbert dreux-i gróf jelentette, aki korábban tért vissza bátyjánál a Szentföldről, és hívei segítségével kész volt megbuktatni fivérét. Lajos csak a régensnek köszönhette, hogy megmaradt trónja.

## A válás
A keresztes vállalkozás legnagyobb hatású negatívuma a királyi pár viszonyának megromlása volt. Amikor Lajos Antiókhiában bejelentette, hogy inkább a Jeruzsálemi Királyságba vonul, ahova időközben a betegeskedése miatt Konstantinápolyba visszavonult, majd a hajón Szentföldre érkezett Konrád is megjött, Eleonóra válással fenyegette meg férjét. Eleonóra sokkal határozottabbnak bizonyult Lajosnál, aki túlzottan jámbor és naiv volt. A francia királynak valósággal el kellett rabolnia asszonyát a vele hírbe hozott Rajmund gróf palotájából, amikor dél felé indult. A damaszkuszi kudarcot követően valószínűleg nem kis részben a Franciaországban elkerülhetetlen válás és annak politikai következményei tartották vissza a királyt a gyors hazatéréstől. 1149 novemberében hazatérve meg is kezdődött a válási procedúra, azonban egyelőre Jenő pápa és Suger apát közbenjárására sikerült elsimítani az ellentéteket. 1150-ben, öt évvel első leányuk, Mária születése után világra jött a pár második gyermeke, Alix. Az új hercegnő azonban nem hozta közelebb egymáshoz a szülőpárt, így felújították a válási eljárást. Immár a megfontolt Suger apát is elhunyt, úgyhogy a válásnak nem lehetett akadálya.
A jogtudósok kiderítették, hogy Lajos és Eleonóra túl közeli rokonok (kánonjogilag ötödfokúak, polgári jogilag viszont csak kilencedfokúak), így a pár elválasztatott 1152. március 18-án. Május 18-án Franciaország leggazdagabb örökösnője, Eleonóra feleségül ment a nála tizenkét évvel fiatalabb, alig tizennyolc éves Henri d’Anjou-hoz, akit 1153-ban az Angol Királyság trónörökösének ismertek el, 1154-ben pedig örökölte az angol trónt II. Henrik néven. Az angol király ezáltal a francia király hűbéresévé vált, de csak aquitániai hercegi minőségében. A helyzet magában rejtette egy évszázadokig húzódó konfliktus magvait.

## Külpolitikai ügyek

### Anglia
VII. Lajos tisztában volt a válás és Eleonóra új házasságának következményeivel. Mivel az aquitániai egyház hozzá volt lojális, és Henrik hatalmaskodásai miatt annak hűbéresei is lázongtak, a francia király könnyűszerrel szíthatta az elégedetlenséget riválisa területein. 1158-ban látszólagos kibékülésre került sor a koronás fők között, és még abban is megállapodtak, hogy az angol trónörököst, Ifjú Henriket összeházasítják nemrég második feleségétől született lányával, ám Lajosnak már 1159-ben fel kellett szólítania Henriket, hogy hagyjon fel Toulouse ostromával.
1160-ban Henrik király Normandia hercegeként kiskorú fia, Ifjú Henrik nevében hűséget esküdött Lajosnak.
A konfliktus újabb forrása 1164-ben alakult ki, amikor az angol királyi önkény elől annak hajdani ivócimborája, Becket Tamás canterburyi érsek Lajosnál keresett menedéket. A főpap 1170-ig élvezte VII. Lajos vendégszeretetét, hazatérése után pedig meggyilkolták. Hamarosan szentként tisztelték, és még maga Lajos király is elzarándokolt a sírjához 1179-ben, amikor fia betegeskedett, és félő volt, hogy a monarchia ismét örökös nélkül marad.
1169-ben született megállapodás Henrik második fia, a később Oroszlánszívűnek nevezett Richárd és VII. Lajos Adél nevű lányának összeházasításáról, ami azonban sosem valósult meg. Ezzel ellentétben 1172-ben létrejött az 1158-ban Ifjú Henrik és Margit között eltervezett házasság. Az angol király négy, még élő fia közül három: Henrik, Richárd és Geoffroy bretagne-i herceg 1173-ban egyszerre lázadt fel a vas szigorral kormányzó apa ellen, amiben Lajos mellett anyjuk, Eleonóra, illetve a skót király, I. (Oroszlán) Vilmos is támogatta őket. A hatalmas területen zajló lázadás azonban kudarcot vallott; 1174-ben még Skócia is II. Henrik hűbéres területévé vált, és az angol király Írországban is stabilizálta hatalmát. (VII. Lajos a hír hallatán állítólag úgy kiáltott fel: „Isten is vele van!”)
Henrik 1174-es diadalát követően megerősítették a Richárd és Adél összeházasításáról kötött szerződésüket, végül 1177. szeptember 29-én III. Sándor pápa közbenjárására a két uralkodó kibékült Ivryben. VII. Lajos már nem fordult többet Henrik ellen, ám fia, Fülöp Ágost folytatta harcát ő és az utódai ellen, igaz, még apja életében, 1180. június 22-én egy megnemtámadási szerződést kötött a két fél.

### A pápaság és a császárság
Lajos időközben szembefordult a Német-római Császársággal is. 1159-ben ugyanis kettős pápaválasztásra került sor: IV. Adorján pápa utódjául egyfelől III. Sándort, másfelől IV. Viktor ellenpápát választották meg. Ez utóbbit Barbarossa Frigyes, a német-római császár támogatta, aki komoly itáliai befolyásra kívánt szert tenni. Ez azonban az észak-itáliai városállamoknak sem tetszett, így Lajos mind az 1162-ben nála menedéket kereső Sándort, mind a függetlenségüket féltő városok szövetségét, a Lombard Ligát támogatta.
Lajos szerepe a konfliktusban, azon túl, hogy mindvégig Sándor oldalán állt, minimális volt, az ügy Itáliában és német földön dőlt el. Bátortalan kísérleteit a békeközvetítésre Frigyes ellenállása meghiúsította. Az évek múltával, 1165-ben a pápa visszatért Itáliába. Viktort két ellenpápa is követte (III. Paszkál és III. Kallixtusz), de a császárt csak az 1176-os legnanói csatában elszenvedett vereség késztette visszavonulásra. A császár elismerte Sándort pápának, Kallixtuszt pedig lemondatta.

## Területi változások
VII. Lajos idején a francia király komoly veszteséget volt kénytelen elkönyvelni, mint legfőbb hűbérúr. 1162-ben ugyanis az addig francia koronához tartozó Barcelonai Grófság ura, II. Alfonz örökölte az Aragóniai Királyság trónját. Alfonz azonban Henrikkel ellentétben nem maradt meg francia hűbéresnek grófi minőségében, hanem kiszakította az ország területéből Barcelonát és a vele szövetkező Roussillont. A helyzetet II. Fülöp Ágost uralma alatt rendezték az 1181-es tarragonai zsinaton.
Ezzel szemben igen szerény nyereségnek bizonyult Forez Grófságának megszerzése. Az addig Német-római Birodalomhoz tartozó grófság 1167-től került francia függésbe, és a későbbiekben ugródeszkául szolgált a Rhône felé történő terjeszkedésnek és püspökei által igazgatott Lyon megszerzésének.

## Örökösödési problémák
Eleonórától való 1152-es elválását követően Lajos 1154-ben nősült újra. Ekkor VII. (Császár) Alfonz, Kasztília királyának lányát, Konstanciát vette feleségül Orléans-ban. 1158-ban született meg Margit nevű lányuk, akit kétéves korában eljegyeztek II. Henrik angol király legidősebb fiával, az ötéves Henrik herceggel. A házasságot 1172. szeptember 27-én kötötték meg a winchesteri katedrálisban. Margitot Anglia királynéjává koronázták, de 25 évesen özvegységre jutott, s mint gyermektelen özvegy, az angol királyi udvart el kellett hagynia; Franciaországba tért vissza. Később III. Béla magyar király felesége lett.
VII. Lajosnak 1160-ban újabb lánya, Adél, született – a szülésbe azonban október 4-én belehalt a királyné. Lajost, aki immár negyvenéves volt, egyre jobban sürgette az idő, hogy fiú örököst nemzzen, ezért azon nyomban megnősült.
Új választottja hajdani ellenfele, Nagy Thibaut gróf leánya, Champagne-i Adél volt, akit 1160. november 13-án Párizsban vett feleségül. Adéltól 1165-ben végre megszületett Lajos első fia, a trónörökös Fülöp, akit a nagy örömre való tekintettel Istenadtának (Dieudonné) neveztek. 1171-ben még egy lányuk született, Ágnes, aki később bizánci császárnéként vonult be a történelembe.

## Hagyatéka
Ifjú Lajost kétségkívül két legnagyobb kudarcáról ismerjük elsősorban: a keresztes háborúról és Aquitánia elvesztéséről. Igaz azonban, hogy ez utóbbi esetében nem láthatta előre, hogy a hatalmas terület egy másik királyság uralkodóinak birtokává válik, mindazonáltal akkor is komoly hibának bizonyult volna a felelőtlen válás, ha Eleonóra történetesen nem Anglia jövendő királyához megy feleségül. E hiba kiköszörülését tehetséges utódai, mindenekelőtt fia, a fenségesnek (augustus) nevezett II. Fülöp, illetve kisebb mértékben unokája és dédunokája, VIII. (Oroszlán) Lajos és IX. (Szent) Lajos vállalta magára, akik viszont bőségesen eleget tettek feladatuknak.
VII. Lajosnak azonban eredményei is voltak, jóllehet ezek inkább tehetséges tanácsadóit, mintsem a habozó természetű, befolyásolható királyt dicsérik. Atyja nyomdokain haladva hosszú uralkodása alatt a birtokában levő területeken konszolidálódott a királyi hatalom, a földesúri hatalom visszaszorult, és számos uralkodói kővár épült. Támogatta a városi kommunamozgalmakat, elfogadva Étampes és Bourges chartáját, illetve ösztönözte az önkormányzatiság elterjesztését a királyi birtokon is (pl. Reims, Sens, Compiègne és Auxerre esetében). A király hasonlóan pozitívan viszonyult a jobbágyok felszabadításához.
A 12. század kulturális felvirágzást is hozott Franciaország számára. Chartres, Orléans és Párizs iskolái a tudományos élet komoly centrumaivá váltak, ez utóbbi pedig lassanként az itineráns életmóddal felhagyó uralkodók természetes fővárosává, egyben az ország igazgatási centrumává vált. Az udvarnak az ország életére gyakorolt mind nagyobb befolyását jelzi, hogy Lajos idejéből már nyolcszáznál is több kancelláriai iratról tudunk, ami az atyja idején kiadott okiratoknak több, mint kétszerese.
Ugyanez az időszak a gótika kialakulásának kora: 1137-ben kezdődött Saint-Denis bazilikájának, 1163-ban pedig a Notre-Dame-nak építése. Ez utóbbi alapkövét a császár és az ellenpápák elől Sens-ban menedéket lelő III. Sándor pápa tette le, a király pedig 200 livre-es felajánlást tett az építkezésre.

### Házasságok, utódok
Ifjú Lajos három alkalommal nősült meg, mindegyik feleségétől két-két gyermeke született.
- Aquitániai Eleonóra (1122/1124–1204), X. Vilmos aquitániai herceg és Aénor de Châtellerault lánya 1137-ben lett a király felesége. 1152-ben mondták ki a válásukat.
  - Franciaországi Mária (1145–1198), 1164-ben I. (Szabados) Henrik champagne-i gróf felesége lett.
  - Franciaországi Alix, (1150–1195), 1164-ben V. (Jó) Thibaud blois-i gróf felesége lett.
- Kasztíliai Konstancia (1134 k.–1160), VII. (Császár) Alfonz kasztíliai király és Barcelonai Berengária lánya 1154-ben lett francia királyné. 1160-ban halt meg szülés közben.
  - Margit (1158–1197), 1172–1183 között Ifjú Henrik angol trónörökös felesége, majd annak halála után, 1186-ban III. Béla magyar királyhoz ment nőül.
  - Franciaországi Adél (1160–1221), 1169-ben eljegyezték Oroszlánszívű Richárd angol herceggel, amit 1174-ben megerősítettek, de végül nem jöhetett létre. Adélt végül II. Vilmos ponthieu-i gróf vette feleségül 1195-ben.
- Champagne-i Adél (1140 k.–1206), Nagy Thibaut champagne-i gróf és Karinthiai Matilda lánya 1160-ban lett Lajos felesége.
  - Fülöp (1165–1223), Franciaország királya 1180–1223 között.
  - Ágnes (Anna) (1171–1240 után), 1180-1183 között II. Alexiosznak, majd 1183-ban I. Andronikosz bizánci császárnak, 1204-ben Theodórosz Branasznak, Drinápoly urának a felesége lett.